# Ephestia
Ephestia is een geslacht van vlinders van de familie snuitmotten (Pyralidae), uit de onderfamilie Phycitinae.

## Soorten
- E. abnormalella Ragonot, 1887
- E. animella Nupponen & Junnilainen, 1998
- E. bengasiella Turati, 1924
- E. calycoptila Meyrick, 1935
- E. columbiella Neunzig, 1990
- E. cypriusella (Roesler, 1965)
- E. disparella Hampson, 1901
- E. disputella Richards & Thomson, 1932
- E. elutella Hübner, 1796 – Cacaomot
- E. fredi Amsel, 1961
- E. gilvella Roesler, 1973
- E. glycyphloeas Meyrick, 1935
- E. inquietella Zerny, 1932
- E. kuehniella Zeller, 1879 – Grauwe meelmot
- E. kuhniella Zeller
- E. laetella Rebel, 1907
- E. mistralella (Millière, 1874)
- E. modestella Lederer, 1863
- E. moebiusi Rebel, 1907
- E. parasitella Staudinger, 1859
- E. pelopis Turner, 1947
- E. quadriguttella (Walker, 1866)
- E. rectivittella Ragonot, 1901
- E. rubrimediella Hampson, 1896
- E. scotella Hampson, 1900
- E. subelutellum (Ragonot, 1901)
- E. tephrinella Lederer
- E. unicolorella Staudinger, 1881 – Sobere restjesmot
- E. welseriella (Zeller, 1848)